# اوهام (ترانه دوآ لیپا)
«اوهام» (انگلیسی: Illusion) ترانه‌ای از خواننده انگلیسی آلبانیایی دوآ لیپا است. این ترانه در ۱۱ آوریل ۲۰۲۴ به عنوان سومین تک‌آهنگ از سومین آلبوم استودیویی او به نام خوش‌بینی افراطی (۲۰۲۴) منتشر شد. دوآ لیپا در ترانه‌سرایی این آهنگ نقش داشته است.

## آهنگسازی
«اوهام» یک ترانهٔ دنس شامل تأثیراتی از سایکدلیک و فرنچ هاوس است.

## جدول‌ها
| جدول (۲۰۲۴)                                       | بالاترین جایگاه |
| ------------------------------------------------- | --------------- |
| استرالیا (ای‌آرآی‌ای)                               | ۲۱              |
| آلمان (جدول‌های رسمی آلمان)                        | ۷۶              |
| ایرلند (ایرما)                                    | ۱۴              |
| ایتالیا (اف‌آی‌ام‌آی)                                | ۵۵              |
| لیتوانی (ای‌جی‌ای‌تی‌ای)                              | ۲۶              |
| هلند (۴۰ آهنگ برتر)                               | ۲۹              |
| هلند (۱۰۰ تک‌آهنگ برتر)                            | ۳۸              |
| نیوزیلند (آرام‌ان‌زی)                               | ۳۲              |
| نروژ (وی‌جی-لیستا)                                 | ۲۷              |
| کره جنوبی BGM (گائون)                             | ۷۳              |
| دانلود کره جنوبی (گائون)                          | ۱۱۲             |
| سوئد (فهرست برترین‌های سوئد)                       | ۲۴              |
| تک‌آهنگ‌های بریتانیا (اوسی‌سی)                       | ۹               |
| ترانه‌های داغ رقص/الکترونیک ایالات متحده (بیلبورد) | ۴۲              |

## تاریخچه انتشار
| منطقه   | تاریخ         | فرمت(ها)                  | ناشر  | منابع  |  |
| ------- | ------------- | ------------------------- | ----- | ------ |  |
| مختلف   | ۱۱ آوریل ۲۰۲۴ | دانلود دیجیتال رسانه جاری | وارنر | [ ۱۷ ] |  |
| ایتالیا | ۱۲ آوریل ۲۰۲۴ | رادیو ایرپلی              | وارنر | [ ۱۸ ] |  |